# Movicel
Movicel és la més petita de les empreses angolanes de telefonia mòbil, després d'Unitel i MSTelcom. El seu nom oficial és Movicel Telecomunicações S.A.. Movicel va ser creada originalment en 2003 com una filial de l'estatal Angola Telecom. El 2010, el 80% del capital de la companyia es va vendre a diverses empreses privades: Portmil - Investimentos e Telecomunicações, S.A., Modus Comunicar, S.A., Ipangue, S.A., Lambda Investiment i Novatel Wireless. El 20% restant roman en mans de les empreses estatals ("empresa pública") Angola Telecom i ENCTA. La seu de la companyia és a Luanda. Movicel ven els seus serveis a través d'una xarxa de botigues; Les targetes de recàrrega per a contractes prepagament també es venen per venedors ambulants individuals.
En 2012 Movicel afirmava tenir més de 3 milions de clients d'una població estimada de 18 a 20 milions de persones a Angola. Ofereix comunicacions mòbils basades en GSM per a comunicacions de veu, missatges de text i multimèdia i accés a internet mòbil. Movicel té cobertura a totes les 18 províncies angoleses. Movicel exposa els seus acords d'itinerància amb 500 telèfons mòbils a 213 països i territoris de tots els continents. En 2013 aquesta cobertura d'itinerància només estava disponible per als contractes de postpagament. Els contractes prepagats només poden utilitzar itinerància en països seleccionats. En 2014 va tenir problemes i va acomiadar uns 200 treballadors.
La tarifa es calcula a UTT (Unidade Tarifária de Telecomunicações), una unitat tarifària comuna utilitzada per totes les companyies de telecomunicacions d'Angola. El preu d'un UTT és de 7.2 Kwanza. Les targetes de recàrrega estan disponibles amb 400Kz, 900Kz, 2.500Kz, 4.500Kz i 8.800Kz.
El prefix dels números de telèfon de Movicel és de 91 i 99.